# Naikhongchhari
Naikhongchhari är ett underdistrikt i Bangladesh. Det ligger i den sydöstra delen av landet, 300 km sydost om huvudstaden Dhaka.
I omgivningarna runt Naikhongchhari växer i huvudsak städsegrön lövskog. Runt Naikhongchhari är det ganska tätbefolkat, med 230 invånare per kvadratkilometer.